# 1824 Гаворт
1824 Гаворт (1824 Haworth) — астероїд головного поясу, відкритий 30 березня 1952 року.
Тіссеранів параметр щодо Юпітера — 3,291.